# ماراثون بلنسية
ماراثون بلنسية هو سباق ماراثون يقام سنوياً في مدينة بلنسية،إسبانيا.مصنف بأنه سباق بلاتينيوم من قبل الاتحاد الدولي لألعاب القوى.